# MeetOFF (konferencia)
A MeetOFF (Online Fejlesztők és Felhasználók meetup) konferenciák Magyarországi sorozata, mely civil kezdeményezésből indult ki. A konferenciák témájáról sokat elárul a szervezők jelszava: "közérthetőbb informatika", azaz az új technológiák részletesebb bemutatása a tág értelemben vett számítógépes felhasználók és a fejlesztők számára. Az előadók mindössze 10 percet kapnak, hogy átadják az információkat egy-egy témakörrel kapcsolatban, majd közvetlenül utána 5 perc áll a közönség rendelkezésére a kérdezéshez.
Az előadássorozat érdekessége hogy az első rendezvénytől kezdve élő Ustream közvetítéssel is lehet követni.

## A konferencia története
Az első konferencia 2010. október végén került megrendezésre, azzal a célzattal, hogy szakemberek és érdeklődők tárgyalhassák meg a közösségi oldalak tevékenységeit, főleg pedagógiai szempontokból.

## Az eddigi előadások témái
- 2010. október 28. Közösségi oldalak
- 2010. november 25. GPS - 211 várható slágere
- 2010. december 28. Ergonómia és Használhatóság, user experience - egy szebb katarzis
- 2011. január 20. Blogolni jó - Mindig minden körülmények között
- 2011. február 23. Online fotós közösségek
- 2011. március 30. Videó a neten - tolni kell a kontentot! [4]
- 2011. április 27. Keresők világa
- 2011. május 25. Nemzetközi Törülközőnap, avagy a Kódok világa - 1. Android Meetup & MeetOFF
- 2011. június 16. Adatbányászat - a tudás hatalom
- 2011. augusztus 25. User experience (UX) MeetOFF
- 2011. szeptember 15. Web és oktatás
- 2011. október 20. 1 éves a MeetOFF
- 2011. november 14. Webshopok és online vásárlás